# Jan Rodvang
Jan Sverre Rodvang (24 dicembre 1939 – 6 novembre 2020) è stato un calciatore e allenatore di calcio norvegese, di ruolo difensore.

## Carriera

### Giocatore

#### Club
Rodvang giocò con la maglia dell'Asker, prima di trasferirsi al Lyn Oslo. Esordì in squadra il 26 aprile 1963, schierato titolare nel pareggio per 1-1 in casa dello Skeid. Il 10 settembre 1963 debuttò nelle competizioni europee, schierato titolare nella sconfitta casalinga per 2-4 contro il Borussia Dortmund, in un incontro valido per la Coppa dei Campioni 1963-1964. Diede il proprio contributo per la vittoria del campionato 1964 e del campionato 1968, oltre che alle vittorie in Norgesmesterskapet del 1967 e del 1968. Il 9 settembre 1968 siglò l'unica rete in campionato con questa maglia, nel successo per 1-4 sul Fredrikstad. Rimase in squadra fino al 1974.

#### Nazionale
Rodvang conta 6 presenze per la Norvegia. Debuttò il 18 luglio 1968, schierato titolare nel successo per 0-4 sull'Islanda.

### Allenatore
Nel 1984, fu allenatore del Lyn Oslo (assieme a Geirr Anfinnsen).

## Palmarès

### Club

#### Competizioni nazionali
- Campionato norvegese: 2

Lyn Oslo: 1964, 1968
- Coppa di Norvegia: 2

Lyn Oslo: 1967, 1968